# Öztürk Karataş
Öztürk Karataş (* 15. Februar 1991 in Kağızman) ist ein türkischer Fußballspieler, der derzeit als Spielertrainer bei der SG Nellingen tätig ist.

## Karriere

### Verein
Karataş spielte von der F-Jugend bis zur D-Jugend beim SSV Ulm 1846. 2009 wechselte er für eine Ablösesumme von 100.000 Euro vom Karlsruher SC zur U19 des VfB Stuttgart.
Karataş gab am 8. Mai 2010 am 38. Spieltag der Saison 2009/10 für den VfB II in der 3. Profi-Liga gegen den FC Carl Zeiss Jena sein Profidebüt, als er in der 46. Spielminute für den verletzten Daniel Vier eingewechselt wurde. Am 21. September 2010 erzielte er gegen die SpVgg Unterhaching sein erstes Pflichtspieltor für die zweite Mannschaft der Stuttgarter.
Am 25. April 2012 verlängerte Öztürk Karataş seinen Vertrag mit dem VfB Stuttgart bis Juni 2013. Am Ende der folgenden Saison wurde dieser Vertrag nicht erneut verlängert. Im Oktober 2013 schloss Karataş sich dem TSV Grunbach an.
Seit Juni 2017 ist er als Spielertrainer bei der SG Nellingen im Amt.

### Nationalmannschaft
Karataş war bereits für mehrere türkische Jugendnationalmannschaften im Einsatz. Er trat für die Türkei bei der U-17-Europameisterschaft 2008 im eigenen Land an.